# 小暮輝信
小暮 輝信（こぐれ てるのぶ、1956年1月17日 - ）は、日本の検察官、公証人。名古屋高等検察庁刑事部長や、名古屋地方検察庁次席検事、釧路地方検察庁検事正、法務省難民審査参与員等を歴任した。

## 来歴・人物
東京都出身。立教大学法学部卒業後、1989年検察官任官。東京地方検察庁検事、高知地方検察庁次席検事、千葉地方検察庁公判部長等を経て、2013年福岡高等検察庁刑事部長。2014年名古屋高等検察庁刑事部長。2015年名古屋地方検察庁次席検事。2016年から釧路地方検察庁検事正。2017年名古屋駅前公証役場公証人。2018年法務省難民審査参与員。